# گریگور آودیان
گریگور کاراپتی آودیان (ارمنی: Գրիգոր Կարապետի Ավետյան؛  ۲۱ ژانویهٔ ۱۸۷۰ – ۱۵ مهٔ ۱۹۴۶) یک بازیگر اهل ارمنستان بود. وی بین سال‌های ۱۹۲۳ تا ۱۹۴۶ میلادی فعالیت می‌کرد.

## زندگی
وی در ۲۱ ژانویهٔ ۱۸۷۰ در رشت به دنیا آمد . وی برنده جوایزی همچون نشان پرچم سرخ کار، (۱۹۴۵) هنرمند شایسته ارمنستان شوروی (۱۹۲۷) و هنرمند مردمی ارمنستان شوروی (۱۹۳۵) شد. وی در ۱۵ مهٔ ۱۹۴۶ در سن ۷۶ سالگی در ایروان درگذشت.

## گزیدهٔ فیلم‌شناسی
از فیلم‌ها یا برنامه‌های تلویزیونی که وی در آن نقش داشته است می‌توان به شور و شورشور، پپو، زانگزور، داویت بک اشاره کرد.